# Oliver Hart (ekonomist)
Oliver Simon D'Arcy Hart (London, 9. listopada 1948.) britanski je ekonomist američkoga državljanstva, profesor ekonomije na Harvardovom sveučilištu. Zajedno s finskim ekonomistom Bengtom Holmströmom 2016. dobio je Nobelovu nagradu za rad na teoriji ugovora i postavljanju temelja regulativnih mjera na području stečajeva, utvrđivanja plaća i političkog sustava.

## Životopis
Oliver Hart rođen je 1948. u židovskoj obitelji oca Philipa D'Arcy Harta, pionira u istraživanju tuberkuloze, i majke Ruth Mayer, ginekologinje.
Matematiku je diplomirao 1969. godine na Kraljevskom koledžu u Cambridgeu. Naslov magistra ekonomije stječe 1972. na Sveučilištu Warwick. Dvije godine kasnije postaje doktor znanosti na području ekonomije na prestižnom američkom Sveučilištu Princeton. Nakon doktorata vraća se u rodnu Englesku i predaje ekonomiju na Londonskoj ekonomskoj školi. 1984. vraća se u Sjedinjene Države, gdje do 1993. predaje na Massachusetts Institute of Technology, nakon čega postaje redoviti profesor na Harvardovu sveučilištu, gdje je od 2000. do 2003. bio članom Sveučilišnog ekonomskog vijeća.
Član je Američke akademije umjetnosti i znanosti, Britanske akademije i Nacionalne akademije znanosti. Vršio je dužnost dopredsjednika Američkog ekonomskog društva. Primatelj je nekoliko počasnih doktorata na britanskim i američkim sveučilištima.
Oženjen je Ritom B. Goldberg, profesoricom književnosti na Harvardu i autoricom povijesnih rasprava o holokaustu. Zajedno imaju dvoje djece i dva unuka.